# Система Макмагона
Систе́ма Макмагона — схема проведення спортивних змагань, в основі якої лежить швейцарська система, але гравці мають різну кількість очок уже перед початковим туром.
Система Макмагона застосовується тоді, коли в турнірі беруть участь гравці дуже різного рівня гри. Наприклад, якщо в турнірі з го беруть участь як гравці майже професійного рівня, так і початківці, що є характерною рисою усіх турнірів у Європі, то найкраще одразу провести жеребкування таким чином, щоб кожен із гравців отримав супротивника приблизно свого рівня.
В першу чергу при організації змагання формується найсильніша група із певної кількості гравців. Число гравців у верхній групі повинно бути парним, наприклад 16 або 24, щоб уникнути опускання уже в першому турі. Саме ці гравці борються за перемогу в турнірі, інші — в менш вигідних умовах. Кожному гравцеві у верхній групі перед початком змагань присуджується певна кількість очок, в залежності від кількості інших груп.
Гравці, рівень яких нижчий від рівня найслабшого гравця в групі на одну сходинку (наприклад, на один камінь у го), отримують на одне очко менше і так далі до найслабшого гравця. Організатори турніру можуть вирішити також утворити меншу кількість груп, об'єднуючи в кожну гравців з близькими рівнями.
Далі турнір проводиться за правилами, аналогічними правилам швейцарської системи. У кожному турі по можливості зустрічаються гравці з однаковою кількістю очок. Кількість турів визначається розміром найсильнішої групи та є зазвичай трохи більшою, ніж у випадку застосування олімпійської системи. При обранні кількості турів основним є фактор часу. В любительських турнірах, що проводяться у вікенд, кількість турів зазвичай становить 5-6.
Переможець визначається за кількістю набраних очок. Зазвичай за виграш партії гравцю нараховується очко, за нічию — половину очка. При рівності кількості набраних очок у кількох гравців місце гравця визначають додаткові показники: за системою Бухгольца або її варіантами.
Система була запропонована нью-йоркським програмістом (розробником sed, grep) і гравцем у го Лі Макмагоном та Бобом Райдером. За цією системою зазвичай проводяться майже всі турніри з го в Європі, Британії та Америці.

## Зноски
1. ↑  RANKA, с. 95.
2. ↑  McMahon Pairing. Sensei's Library. Процитовано 20 жовтня 2023.
3. ↑  EGF Tournament System Rules. www.eurogofed.org. European Go Federation. Процитовано 20 жовтня 2023.
4. ↑  4. The McMahon System. www.britgo.org. British Go Association. Процитовано 20 жовтня 2023.